# Birkheim (Wüstung)
Birkheim ist eine totale Ortswüstung bei Obereisesheim, einem Stadtteil von Neckarsulm in Baden-Württemberg.
Die ältesten Hinweise auf Birkheim stammen aus dem um 1270 angelegten Totenbuch des Stifts Wimpfen. Ein Mann namens Reginbot stiftete zwischen der Stiftsgründung 970 und der Anlage des Totenbuches 1270 Weinberge in Bergihein, Äcker und Wiesen in Isensheim superiori und Äcker, Weinberge und Wiesen in Becgingin. Die Nennung von Obereisesheim und Böckingen legt nahe, dass sich Bergihein in der Nähe dieser Orte befunden hat. Im Totenbuch wird auch noch eine weitere Stiftung von Weinbergen und einer Manse aus Bergihein erwähnt.
Eine weitere Lokalisierung des Ortes und eine neuzeitlichere Deutung des Ortsnamens ergibt sich aus dem Flurnamen Birkheimer Weg in Obereisesheim, wo auch ein Birkheimer Zehnter in den Urkunden erscheint, während in den Böckinger Urkunden kein Bezug feststellbar ist. Birkheim wird daher in unmittelbarer Umgebung von Obereisesheim lokalisiert, und zwar vermutlich zwischen Obereisesheim und Biberach, wohin der Birkheimer Weg weiter führt, der in den Biberacher Unterlagen des Deutschen Orderns als Erkheimer Weg erscheint und somit wohl auch von Biberach aus erst nach Birkheim und dann weiter nach Obereisesheim führte.
Birkheim dürfte als Ausbausiedlung von Obereisesheim aus im 8. oder 9. Jahrhundert gegründet worden sein. Der Ortsname wird als Heim bei den Birken gedeutet, analog dem unweit bei Kirchhausen gelegenen und ebenfalls abgegangenen Ascheim, das man als Heim bei den Eschen deutet.